# Ever Changing Times
Ever Changing Times è il quinto album studio del 2008 di Steve Lukather, ex leader dei Toto.
Lukather aveva già scelto la casa discografica Frontiers Records di Napoli nel 2006 per l'ultimo album dei Toto, Falling in Between.
Alla realizzazione dell'album parteciparono, tra gli altri, due ex membri dei Toto (Steve Porcaro e Joseph Williams) e Leland Sklar, bassista che sostituì Mike Porcaro per parte del Falling in Between Tour.

## Tracce
1. Ever Changing Times (Steve Lukather, Randy Goodrum) - 5:30
2. The Letting Go (Steve Lukather, Randy Goodrum) - 5:55
3. New World (Steve Lukather, Trevor Lukather, Randy Goodrum) - 4:34
4. Tell Me What You Want From Me (Steve Lukather, Trevor Lukather, Philip Soussan) - 5:15
5. I Am (Steve Lukather, Randy Goodrum) - 3:17
6. Jammin With Jesus (Steve Lukather, John Sloman) - 5:58
7. Stab In The Back (Steve Lukather, Randy Goodrum) - 6:02
8. Never Ending Night (Steve Lukather, Randy Goodrum) - 5:39
9. Ice Bound (Steve Lukather, Randy Goodrum) - 4:22
10. How Many Zeros (Steve Lukather, Jeff Babko, Stan Lynch) - 4:37
11. The Truth (Steve Lukather, Steve Porcaro) - 3:50

## Musicisti
- Steve Lukather - chitarra, solista
- Trevor Lukather - chitarra, riff nella traccia 4, voce di coro delle tracce 3 e 6
- Tina Lukather - voce di coro
- Abe Laboriel Jr. - batteria
- John Pierce - basso nella traccia 1
- Leland Sklar - basso nella traccia 2, 3, 5, 6, 7, 8 e 9
- Philip Soussan - basso nella traccia 4
- Steve Weingart - sintetizzatore nella traccia 7 e 9
- Jeff Babko - tastiera dalla traccia 1 alla traccia 10
- Randy Goodrum - sintetizzatore nella traccia 1, 2, 5 e 10
- Steve Porcaro - tastiera, orchestra e arrangiamento della traccia 11
- Greg Mathieson - organo nella traccia 6 e 7
- Steve Macmillan - sintetizzatore secondario della traccia 1, 3, 5 e 9
- Olle Romo - sintetizzatore nella traccia 8
- Jyro Xhan - sintetizzatore nella traccia 1
- Joseph Williams - voce di coro della traccia 1, 3, 6, 8 e 9
- Bill Champlin - voce di coro della traccia 6 e 10
- Bernard Fowler - voce di coro della traccia 3 e 6
- Sharolette Gibson - voce di coro della traccia 6
- Lenny Castro - percussioni nella traccia 2 e dalla 6 alla 10